# Candara
Candara es un tipo de letra de palo seco, incluido en Windows Vista y Windows 7.
En Windows 10 1903 se agregó una versión clara con 606 glifos.
Candara tiene soporte completo para el conjunto de caracteres WGL4. Asimismo, posee características OpenType como conjuntos de ligaduras automáticos, numerales (tabulares, proporcionales, no lineales –old-style–), numeradores y denominadores, y letras mayúsculas pequeñas.
Candara es destacada en Microsoft ClearType Font Collection, un conjunto de tipografías diseñadas específicamente para tomar ventaja del sistema ClearType para mejorar la experiencia de lectura en Microsoft Windows y Office.
Esta tipografía, junto con Calibri, Consolas, Cambria, Constantia y Corbel, también se distribuyen gratuitamente con el Visor de PowerPoint 2007, y el Paquete de compatibilidad de Microsoft Office.